# Bernd Lauer
Bernd Lauer (* 30. Oktober 1959) ist ein deutscher ehemaliger Fußballspieler. In den 1980er Jahren spielte er in Sondershausen und Neubrandenburg Zweitligafußball.

## Sportliche Laufbahn
Als Mannschaftskapitän verhalf der 21-jährige Bernd Lauer 1981 seiner Mannschaft, der Betriebssportgemeinschaft Traktor Auleben, zum Aufstieg in die drittklassige Bezirksliga Erfurt. Nachdem er 1981/82 mitgeholfen hatte, den Klassenerhalt zu sichern, wechselte er zur Saison 1982/83 zum DDR-Ligisten BSG Glückauf Sondershausen.
Obwohl zunächst für die viertklassige 2. Mannschaft vorgesehen, wurde Lauer 1982/83 von Beginn an in der zweitklassigen DDR-Liga eingesetzt. Zunächst war er in vier Punktspielen nur Einwechselspieler, erst zum Ende der Hinrunde stand er als Linksaußenstürmer zweimal in der Startelf. Zu Beginn der Rückrunde kam Lauer zweimal über 90 Minuten als Mittelfeldspieler zum Einsatz. In der Spielzeit 1983/84 absolvierte er am Saisonstart zwei Ligaspiele als Einwechsler.
Im Oktober 1983 wurde Lauer für 18 Monate zum Wehrdienst in der Nationalen Volksarmee eingezogen. Neben seinem Wehrdienst konnte er bei der Armeesportgemeinschaft Vorwärts Neubrandenburg weiter Fußball spielen. Er wurde hauptsächlich in der 2. Mannschaft eingesetzt, die in der Bezirksliga spielte. In der 1. Mannschaft wurde er im März 1984 in drei DDR-Ligaspielen als Mittelfeldspieler eingesetzt. Damit hatte auch er einen Anteil am Gewinn der Staffelmeisterschaft. An den Aufstiegsspielen zur Oberliga nahm die Mannschaft nicht mehr teil, da sie zuvor aufgelöst worden war.
Nach dem Ende seines Militärdienstes kehrte Bernd Lauer zur BSG Traktor Auleben zurück. Mit ihr spielte er zunächst wieder in der viertklassigen Bezirksklasse, nach fünf Jahren verhalf er der Mannschaft erneut zum Aufstieg in die Bezirksliga. In den höheren Ligenbereich kehrte Bernd Lauer nicht zurück.